# Recherche appartement ou maison
Recherche appartement ou maison est une émission de télévision française (type téléréalité), diffusée sur la chaîne M6 depuis 2006 et rediffusée sur Téva. Elle est produite par Réservoir Prod.
Le thème en est le suivant : des professionnels de l'immobilier aident des familles à trouver l'appartement ou la maison de leurs rêves.

## Experts immobilier
Liste des professionnels de l'immobilier présents dans l'émission de manière récurrente :
- Stéphane Plaza, parfois accompagné d'Antoine Blandin (Paris et sa région, Saint-Tropez et sa région et les DOM-COM)
- Thibault Chanel (toute la France)
- Sandra Viricel (Lyon et sa région)
- Romain Cartier (Dijon et sa région)
- Mathieu Beyer (Strasbourg et sa région)
- Véronique Nowak (Lille et sa région)
- Matthieu Lliboutry (Bordeaux et sa région)
- Marie-Pierre Carelli (Montpellier et sa région)
- Sophie Bensaid (Toulouse et sa région)
- Antoine Zinini (Marseille et sa région)
- Chantale Patou (Nice et sa région)
- Agnès Bardoux (Saint-Malo et sa région)
- Caroline Gherman (Antibes et sa région)

Anciens experts :
- Laurence Simonney (Toulouse et sa région)
- Marie-Odile Tessier (Bordeaux et sa région)